# جائزة موناكو الكبرى 2015
جائزة موناكو الكبرى 2015 (بالإنجليزية: 2015 Monaco Grand Prix)‏ هو سباق فورمولا 1 أقيم بتاريخ 24 مايو 2015 في حلبة موناكو. كان السادس من أصل 19 في بطولة العالم لسباقات الفورمولا واحد موسم 2015. حلّ الألماني نيكو روسبيرغ أولا بينما جاء الألماني سباستيان فيتل في المركز الثاني.